# 17. п. н. е.
17. п. н. е. била је или обична година која почиње у недјељу или понедјељак или преступна година која почиње у суботу, недјељу или понедјељак јулијанског календара и преступна година која почиње у петак по пролептичком јулијанском календару. У то вријеме је била позната као година конзулства Фурнија и Силана (или, ређе, година 737. Ab urbe condita). Деноминација 17. п. н. е. за ову годину се користи од раног средњег вијека, када је календарска ера Anno Domini постала преовлађујући метод у Европи за именовање година.

## Догађаји
- Август је домаћин тродневне прославе у Италији – „Игре стогодишњице“. Проглашена је зора нове, боље ере.
- Август је усвојио Гаја и Луција Цезара.
- Коначно припајање северне Шпаније Римском царству.
- Велики устанак у Гуангану (Сичуан). Потиснут тек након 10 месеци